# Cielo e terra (singolo)
Cielo e terra è un singolo del cantautore italiano Nek, pubblicato il 20 luglio 2002 come terzo estratto dal settimo album in studio Le cose da difendere.

## Descrizione
Il tema principale della canzone è l'amore.
Il brano è presente anche nelle raccolte The Best of Nek - L'anno zero ed E da qui - Greatest Hits 1992-2010.
Del brano esiste anche una versione in duetto con Dante Thomas, in questo caso la canzone ha come tema quello dell'amicizia. 

## Video musicale
Il videoclip è stato girato a Las Vegas e inizia con Nek che arriva nella città in macchina; in alcune scene del video lo si vede cantare il brano in una landa desolata.

## Formazione
- Nek – voce, cori
- Paolo Costa – basso
- Alfredo Golino – batteria
- Riccardo Galardini – chitarra elettrica, chitarra 12 corde
- Massimo Varini – chitarra elettrica, cori, slide guitar
- Dado Parisini – tastiera, programmazione

## Classifiche
| Classifica (2003) | Posizione raggiunta |
| ----------------- | ------------------- |
| Italia            | 32                  |
| Paesi Bassi       | 89                  |